# Bernd Leistner
Bernd Leistner (Eibenstock, 3 de mayo de 1939-Leipzig, 27 de febrero de 2019) es un escritor y estudioso de la literatura alemán.

## Vida
Entre 1957 y 1962 estudió germanística e historia en la Universidad de Leipzig. Entre 1962 y 1971 trabajó como lector de historia y alemán en Mittweida y Leipzig, donde se convirtió en doctor. Después trabajó hasta 1974 como lector de germanística en Skopie.
Entre 1974 y 1976 fue asistente en la sección de germanística de la Universidad de Leipzig, y desde 1976 hasta 1988 colaborador científico del Nationalen Forschungs- und Gedenkstätten der Klassischen Deutschen Literatur en Weimar. En 1982 consiguió su habilitación. Fue profesor universitario en el Deutsches Literaturinstitut Leipzig entre 1988 y 1992. Entre 1992 y 1994 ocupó una plaza de profesor de literatura alemana de la Edad Moderna en la Universidad Técnica de Chemnitz. Bernd Leistner reside en Leipzig.
Ha publicado numerosos trabajos de germanística además de ensayos sobre el Clasicismo de Weimar. Es miembro del PEN Club Internacional de Alemania y desde 1968 de la Sächsische Akademie der Künste. En el año 1985 recibió el premio Heinrich Mann.

## Obra
- Der Epiker Johannes Bobrowski (1971)
- Unruhe um einen Klassiker (1978)
- Johannes Bobrowski (1981)
- Spielraum des Poetischen (1985)
- Sixtus Beckmesser (1989)
- Von Goethe bis Mörike (2001)
- Der dreifache Demetrius (2005, junto a Mirjam Springer y Monika Ritzer)
- In Sachen Peter Hacks. Studien und Kritiken aus zwei Jahrzehnten (2011)
- In aller Form. Altväterische Gedichte und Sprüche (2011)

## Edición
- Schiller, das dramatische Werk in Einzelinterpretationen (1970, junto a Hans-Dietrich Dahnke)
- Johannes Bobrowski (1975, junto a Gerhard Rostin y Eberhard Haufe)
- Johannes Bobrowski: Erzählungen (1978)
- Arno Schmidt: Vom Grinsen des Weisen (1982)
- Debatten und Kontroversen (junto a Hans-Dietrich Dahnke)
  - 1 (1989)
  - 2 (1989)
- Deutsche Erzählprosa der frühen Restaurationszeit (1995)
- Literaturlandschaft Böhmen (1997)
- Goethe (1999)
- Die Aktualität eines Unzeitgemäßen (2001)